# STS-51-L

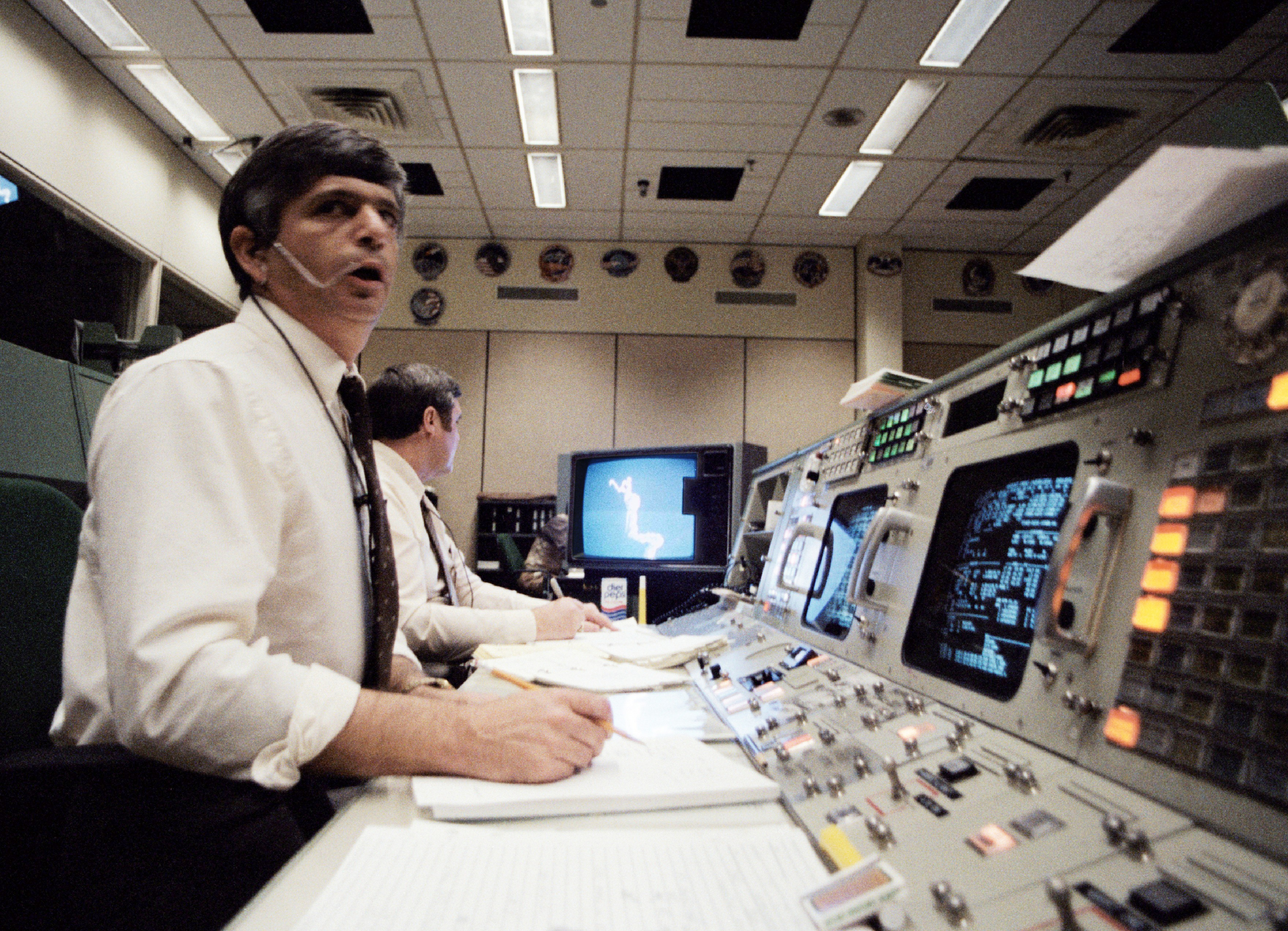
Jay Greene, diretor da missão, em sua mesa de controle poucos momentos após a explosão.

STS-51-L foi o 25.º voo do programa do ônibus espacial norte-americano, realizado com a nave Challenger, e que marcaria o primeiro voo de uma pessoa que não era astronauta de formação a bordo de um ônibus espacial, a professora Christa McAuliffe. Lançado em 28 de janeiro de 1986 de Cabo Canaveral, na Flórida, a nave explodiu 73 segundos após a decolagem, matando os sete tripulantes.
A tragédia, causada pelo rompimento de um anel de vedação no tanque externo de combustível sólido da nave, causando um incêndio seguido de explosão, foi o primeiro acidente fatal, em voo, de uma missão tripulada no programa espacial dos Estados Unidos.

## Tripulação
| Posição                  | Astronauta           |
| ------------------------ | -------------------- |
| Comandante               | Francis R. Scobee    |
| Piloto                   | Michael J. Smith     |
| Especialista de Missão 1 | Ellison S. Onizuka   |
| Especialista de Missão 2 | Judith A. Resnik     |
| Especialista de Missão 3 | Ronald E. McNair     |
| Especialista de Carga 1  | Gregory B. Jarvis    |
| Especialista de Carga 2  | S. Christa McAuliffe |

## Objetivos da missão
Os objetivos planejados para esta missão eram: o lançamento de um satélite, o Tracking Data Relay Satellite-2 (TDRS-2); o transporte de material instrumental para voos espaciais dos ônibus espaciais para astronomia (SPARTAN-109), relacionado com experimentos com o Cometa Halley, tais como observação da cauda e do corpo do referido cometa, além do 'Programa para Monitoramento Ativo do Cometa Halley' (CHaMP); experimento com dinâmica de fluidos (FDE); experimento para partição de fases (PPE); três experiências do 'Programa para Inserção de Estudantes' (SSIP); e duas aulas para o 'Projeto Professor no Espaço' (Teacher in Space).

## Atrasos no lançamento
O lançamento da Challenger havia sido agendado para as 20h43 GMT do vigésimo segundo dia de Janeiro. Os atrasos com a 61C/STS-32 fizeram com que a data de lançamento fosse adiada para o dia 23 de janeiro e, posteriormente, para o dia 24 de janeiro. O lançamento foi re-marcado para o 25 de janeiro, devido ao mal tempo no local da TAL (Aterrissagem de Abordagem Transoceânica), uma operação de contingência, em Dakar, Senegal. A NASA decidiu, então, utilizar Casablanca para esta função; entretanto, devido ao fato de Casablanca não estar equipada para aterrissagens noturnas, o momento do lançamento (T=0) teve que ser movido para a manhã (Eastern Time).
Previsões de tempo não aceitável no Centro Espacial Kennedy fizeram com que o horário de lançamento fosse remarcado para as 14h37 GMT do vigésimo sétimo dia. O lançamento atrasou 24 horas, quando o grupo externo (neste caso, os técnicos no local de lançamento) não pode remover uma 'falha de fechamento' da escotilha do veículo. Quando esta falha foi eliminada, os ventos no SLF (Shuttle Landing Facility) excederam os limites de RTLS (Retorno ao Local de Lançamento). O lançamento, no dia 28, foi atrasado por duas horas, quando o sistema de detecção de incêndio falhou, durante os procedimentos com o carregamento de hidrogênio líquido. Contudo, a NASA se mantinha firme em sua decisão de lançar a nave naquela data, particularmente porque o presidente dos Estados Unidos na época, Ronald Reagan, havia planejado ter uma conversa com os astronautas, quando estes estivessem em órbita. Isto seria algo positivo para a agência, algo que poderia não se repetir, se fosse necessário o presidente alterar sua agenda para falar com os astronautas em data posterior.

## Gelo no local de lançamento
Na noite antes do lançamento, a temperatura caiu para níveis muito baixos, atingindo - 6,6 °C. Alguns sistemas de água foram ligeiramente abertos e permitiram o fluxo da água aos drenos. Isto era para prevenir que a água nos canos congelasse e causasse rachaduras nos mesmos. Os drenos se congelaram e levaram a grandes fluxos. Fortes rajadas de vento espalharam a água ao redor do local de lançamento e se formou gelo em grande quantidade. O grupo do gelo, liderado por Charlie Stevenson, rapidamente entrou em ação e começou a remover o gelo que se depositava no TPS (Sistema de Proteção Térmica) da Challenger. O grupo já havia passado por uma experiência similar, mas de menor gravidade, um incidente ocorrido no pad 39-A, no lançamento das missões STS-51-C e STS-51-I. Nestes casos, os lançamentos haviam sido adiados.

## Condições do pré-lançamento

### Atrasos
Originalmente, o ônibus espacial Challenger estava programado para ser lançado no Centro Espacial John F. Kennedy, na Flórida, às 19h42 (UTC), do dia 22 de janeiro de 1986. No entanto, os atrasos da missão anterior, STS-61-C, fizeram com que a data de lançamento fosse transferida para o dia 23 de janeiro e, depois, para o dia 24. O lançamento então, foi remarcado para o dia 25 de janeiro, devido ao mau tempo do local de Aterrissagem de Abordagem-Transoceânica (TAL) na cidade de Dakar, em Senegal. A NASA decidiu utilizar a cidade de Casablanca, Marrocos, para esta função, porque não estavam equipados para aterrissagens noturnas, tendo de mudar o horário para a manhã (horário da Flórida). Novamente, a previsão de que haveria um péssimo clima no Centro Espacial Kennedy, causou a mudança do lançamento para 14h37 (UTC), em 27 de janeiro.
Então, por problemas com a tampa de acesso exterior, o lançamento foi definitivamente programado para o dia 28 de janeiro. Um dos indicadores do micro-interruptor usado para verificar a escotilha, estava com defeito. Por conseguinte, um parafuso impedia que se fechasse um dispositivo da porta da nave. Quando o dispositivo estava finalmente desligado, ventos laterais excederam os limites no local de lançamento (RTLS). A equipe esperava que os ventos fossem para fora da abertura de lançamento.

## Decolagem

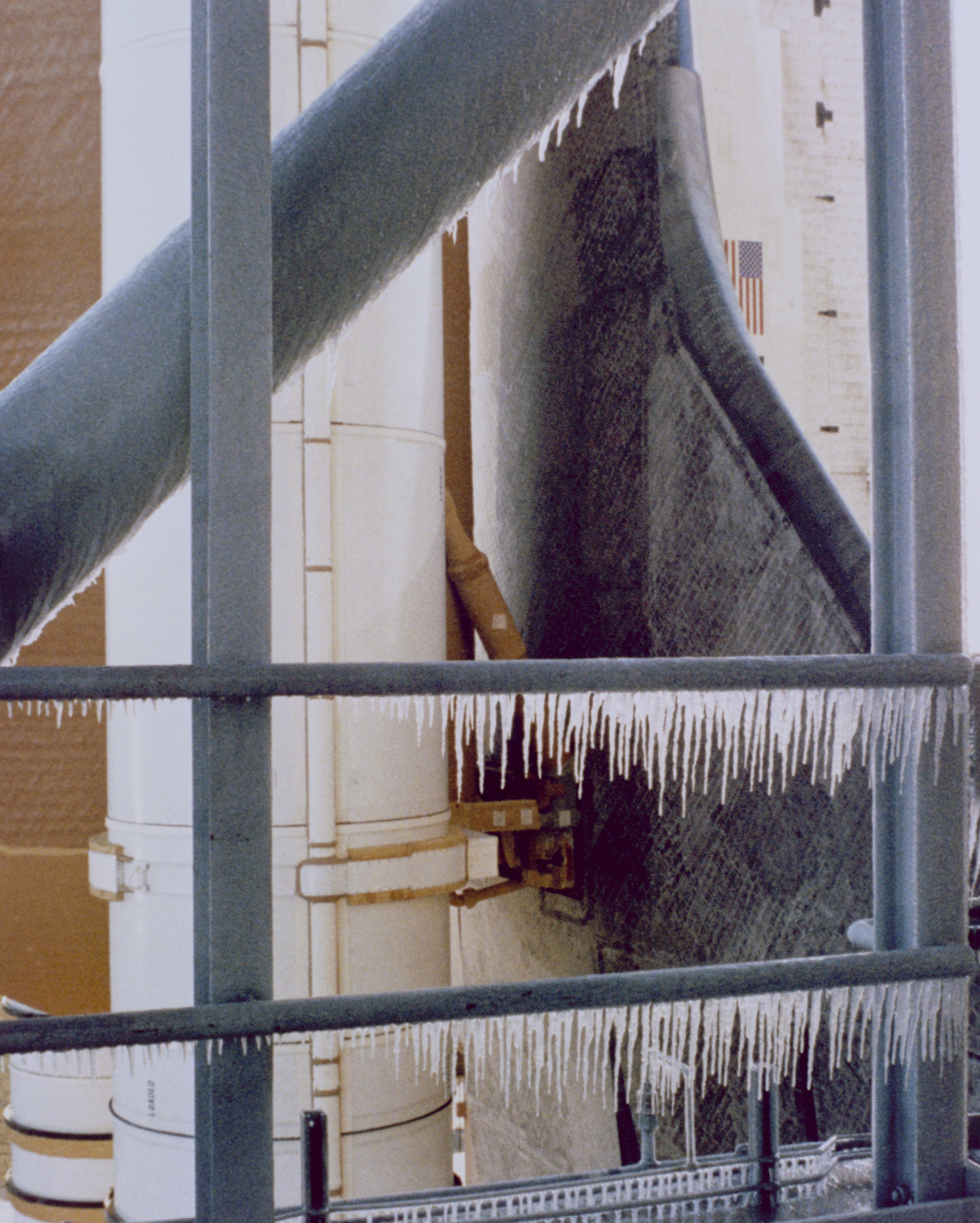
Uma foto aproximada mostrando o gelo no local de lançamento.

O lançamento da missão STS-51-L foi o primeiro de um ônibus espacial no LC-39B (Launch Complex 39-B). As 24 missões anteriores haviam sido lançadas no LC-39A. O método mais fácil de diferenciar os dois locais de lançamento é através do sistema de câmeras da OTV (Televisão Operacional), através do qual a TV selecionada pela NASA mostra imagens do local antes da decolagem. As câmeras da OTV foram instaladas no complexo de lançamento e possuem números de três dígitos no canto superior esquerdo da tela. No 39-A, estes números começam com um zero, no 39-B, começam com o número um.
A temperatura na decolagem era de 36°F, o que era 15° mais frio do que qualquer lançamento feito anteriormente. Com T-6.6 segundos, os SSME (Space Shuttle Main Engines) foram disparados. Se um problema tivesse ocorrido neste ponto, ainda haveria tempo para desligar os SSMEs e abortar o lançamento. A T=0, os três SSME's estavam a 100% de sua performance normal e começaram a acelerar com 104% da performance. A aceleração dos SSME's é comandada por meio um sistema computadorizado. Também a T=0, os dois SRB's dispararam e os parafusos de fixação foram liberados com explosivos, libertando o veículo da base. Com o primeiro movimento do veículo, o braço de ventilação de hidrogênio se retraiu. Este braço de desconectou do ET sem problemas; entretanto, o braço falhou no retorno. A revisão do filme, feito pelas câmeras, revelaram que o braço não balança para cima e entra em contato com o veículo. A inspeção pós-lançamento do local também revelou que as molas de quatro postes de fixação haviam sido perdidas. Considera-se, num primeiro momento, que isto foi um fator que contribuiu para o acidente. Porém, não se conseguiu estabelecer relação direta entre este fato e o posterior acidente.
A T+0.678, grandes nuvens de fumaça cinza foram vistas saindo do SRB da direita, perto da estrutura posterior que prende o foguete ao ET. A última liberação de fumaça ocorreu por volta de T+2.733. A última visão de fumaça ao redor da estrutura ocorreu em T+3.375. Deste ponto em diante, os eventos de subida estavam nominais, significando que não havia outros problemas.

## Acidente

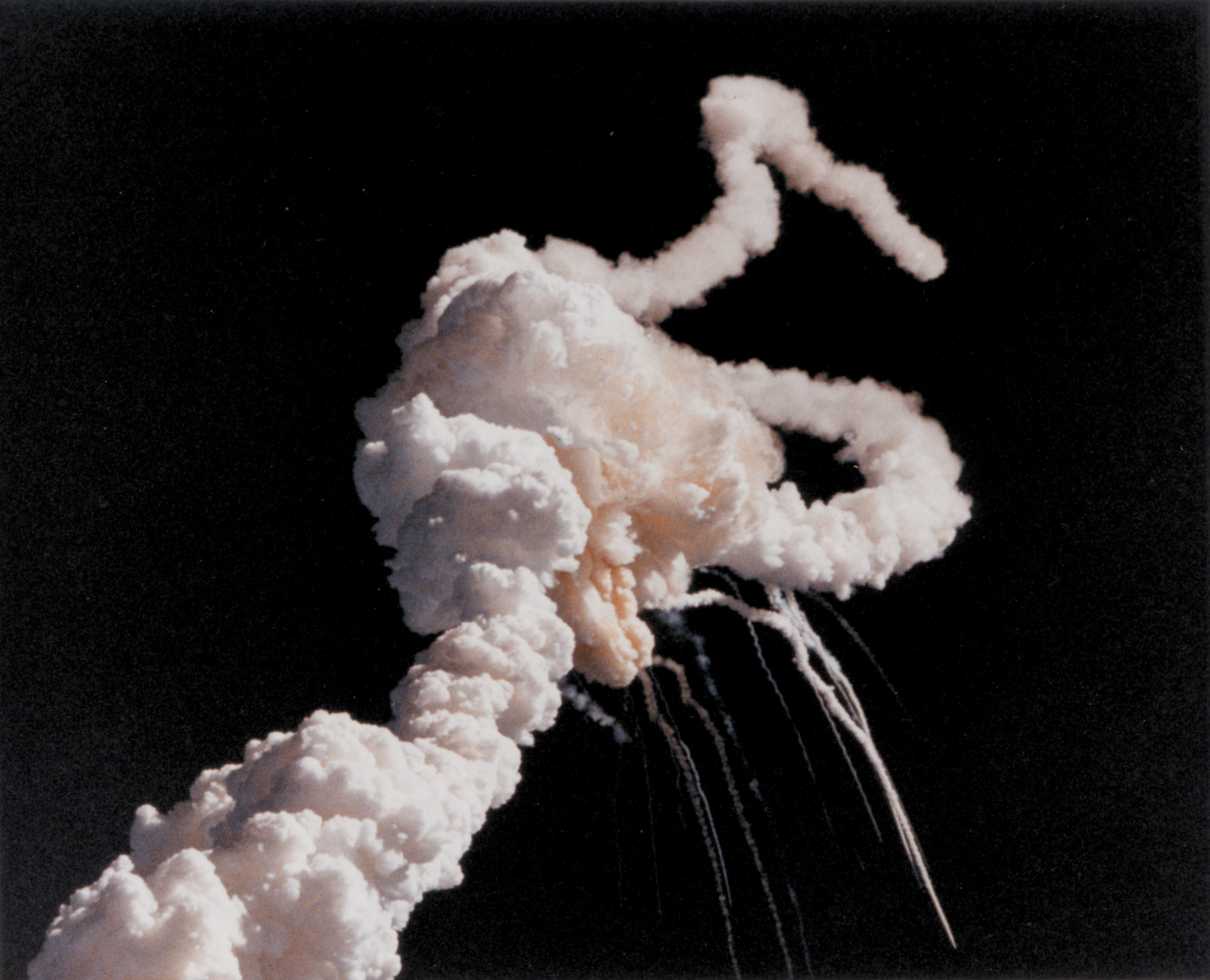
Ônibus espacial Challenger momentos após a explosão

Na manhã do dia 28, a temperatura no Centro Espacial Kennedy, Flórida, estava muito abaixo do ideal para o lançamento, motivo pelo qual engenheiros da missão avisaram seus superiores sobre os riscos que as baixas temperaturas causariam na nave. Mesmo com os avisos, o lançamento ocorreu as 11 horas e 39 minutos. Cerca de 73 segundos após o lançamento, o Challenger foi envolvido por uma enorme bola de fogo, e seus dois foguetes propulsores de combustível sólido se separaram diante de milhares de pessoas que assistiam por TV, como também parentes dos astronautas presentes no local de lançamento.